# Ivan Kotljarevskyj

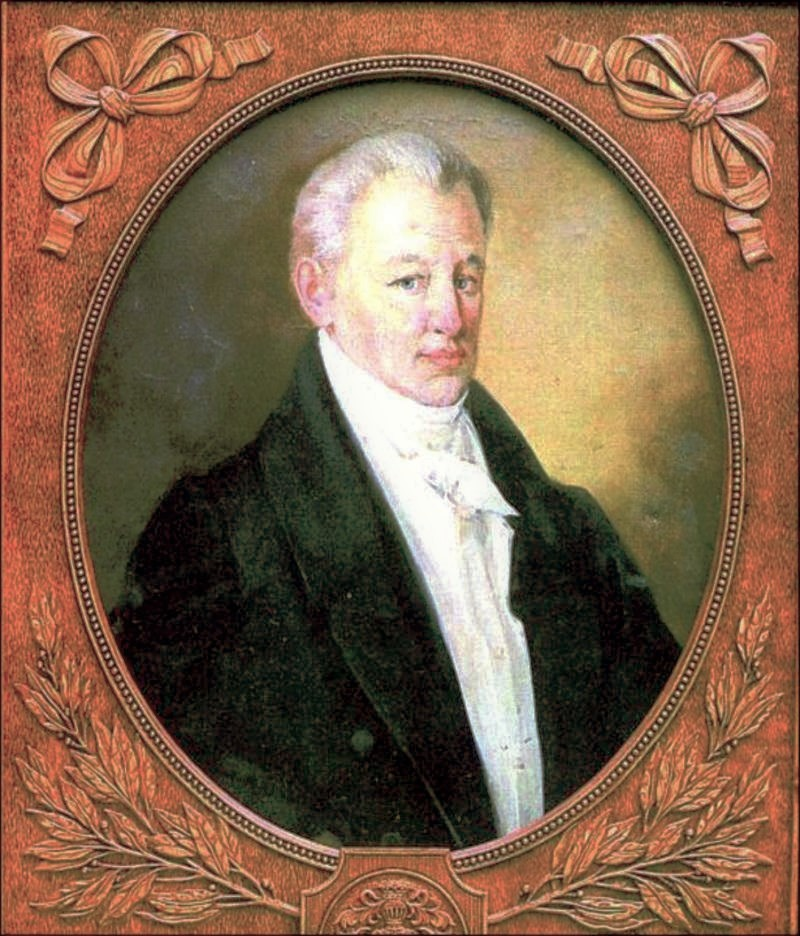
Ivan Kotljarevskyj

Ivan Petrovyč Kotljarevskyj (ukrajinsky Iван Петрович Котляревський; 29. srpna / 9. září 1769, Poltava, Ukrajina – 29. října 1838, tamtéž) byl ukrajinský spisovatel, básník a dramatik; bývá považován za otce moderní ukrajinské literatury. Většinu života prožil v Poltavě (byl zde mj. členem zednářské lóže, účastnil se však také rusko-turecké války (obléhání Izmajilu).

## Dílo a působení
Proslavila jej epická báseň Aeneida (Енеїда, 1798), parodie na Vergiliův epos Aeneis, která je pokládána za první uměleckou literární památku psanou v národním jazyce, jímž sice na Ukrajině hovořily miliony lidí, ale který nebyl jazykem prestižním, literárním (a později, od pol. 19. století, byl vládními kruhy Ruského impéria záměrně potlačován). Epos o šesti částech líčí osudy Aeneáše a jeho druhů, jsou však transponovány na soudobý ukrajinský venkov s jeho kozáky, hostinami a pitkami; například královna Dídó je zobrazena jako tučná vilná selka.
Známá jsou také jeho dvě dramata, Natalka Poltavka (Наталка Полтавка) a Moskal-Čarivnyk (Москаль-чарівник), která Kotljarevskyj napsal pro poltavskou divadelní scénu.
Kotljarevského vysoce cenili ukrajinští básníci 19. století, jako např. Taras Ševčenko (viz báseň Na Koltljarevského věčnou paměť, 1838) či Mychajlo Kocjubynskyj. V roce 1903 byl Kotljarevskému zřízen pomník v rodné Poltavě, roku 1973 v Kyjevě. V Poltavě též sídlí muzeum věnovanému tomuto průkopníku ukrajinské literatury.

## Fotogalerie

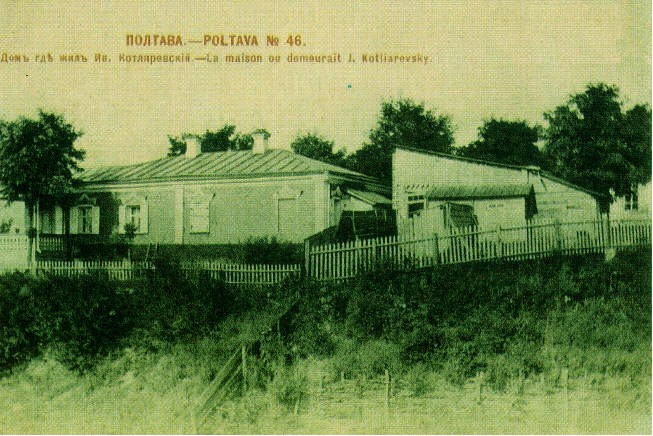
Jeho dům v Poltavě, kde žil
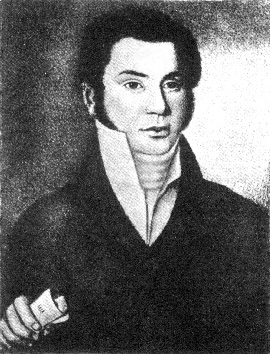
Ivan Kotljarevskyj
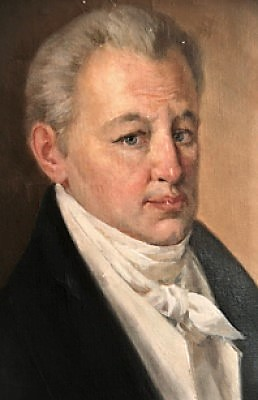
Ivan Kotljarevskyj
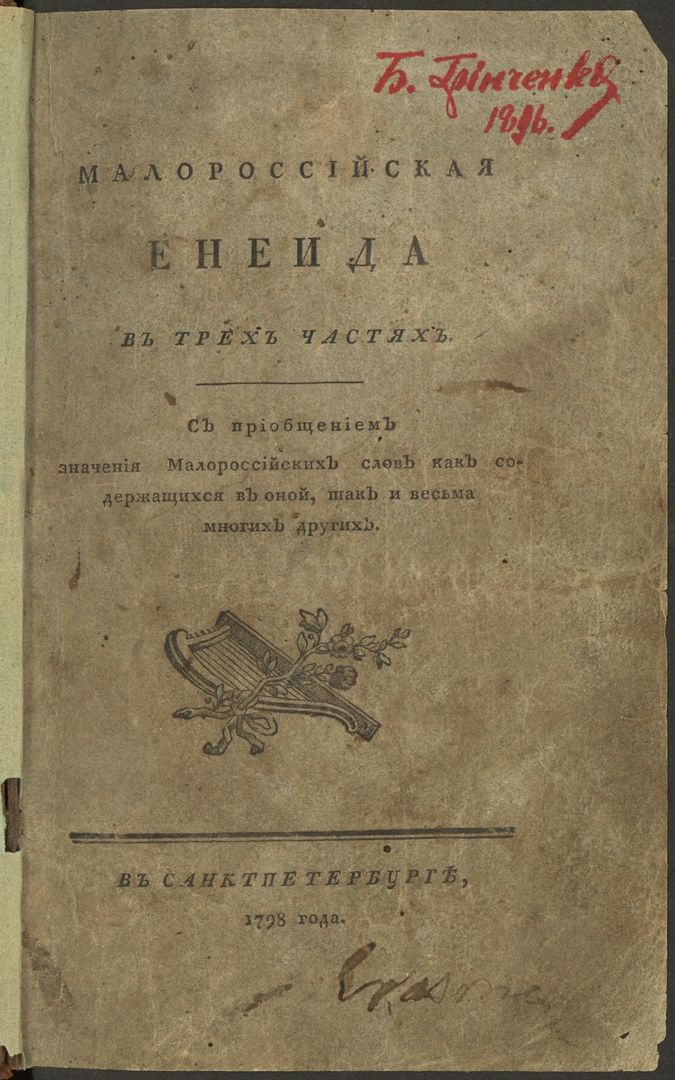
První vydání Aeneidy.